# The Amenta
The Amenta is een deathmetalband uit Australië.

## Artiesten
- Cessium 137 - vocalist
- Chlordane - toetsenist
- Ethion - gitarist
- Endrin - bassist
- Diazanon - drummer

## Discografie
- 2003 - Mictlan (zelf uitgebracht)
- 2004 - Occasus (Listenable Records)